# Amphispira rotundicephala
Amphispira rotundicephala är en rundmaskart som beskrevs av Nathan Augustus Cobb 1920. Amphispira rotundicephala ingår i släktet Amphispira och familjen Desmodoridae. Inga underarter finns listade i Catalogue of Life.